# Santa Ana (métro de Santiago)
Pour les articles homonymes, voir Santa Ana.
Santa Ana est une station de combinaison entre les lignes 2 et 5 du métro de Santiago, dans la commune de Santiago. La station est située à l'intersection de l'Avenue Manuel Rodriguez avec la rue Catedral sur la ligne 2, et la rue Catedral avec San Martin, sur la ligne 5.

## Histoire
Le nom de la station rappelle celui de l'Église Santa Ana (es) située en face de la petite place du même nom dans le coin de San Martin et de la Catedral. Il a été construit en 1806 et son style est la consolidation de la gréco-romaine néo. Il est également monument national chilien. Dans cette paroisse, il a été nommé Sainte Thérèse des Andes.